# Estación de Corbeil-Essonnes
La estación de Corbeil-Essonnes es una estación ferroviaria francesa de la línea de Villeneuve-Saint-Georges a Montargis, ubicada sobre el territorio del municipio de Corbeil-Essonnes, a proximidad del centro-ciudad, en el departamento de Essonne en región Isla de Francia. Esa estación está situada al sur de París y no lejos de la capital del departamento del Essonne, Evry.
Dos otras estaciones están establecidas sobre la ciudad : la estación de Essonnes - Robinson, calle de Robinson, y la estación de Moulin-Galant, calle Paul-Bert.
Es hoy una estación de la Sociedad nacional de los Ferrocarriles Franceses (SNCF) desservie por los trenes de la línea D del RER. Se ubica a una distancia de 32,37 km de París-Estación de Lyon.

## Desserte
La estación esta utilizada por los trenes de la línea D del RER. Para numerosos trenes, esta estación es un terminus pero otros continúan hacia Melun o Malesherbes. El tiempo de recorrido desde o hasta la estación de París-Lyon es de aproximadamente 45 minutos.

## Galería de fotografías

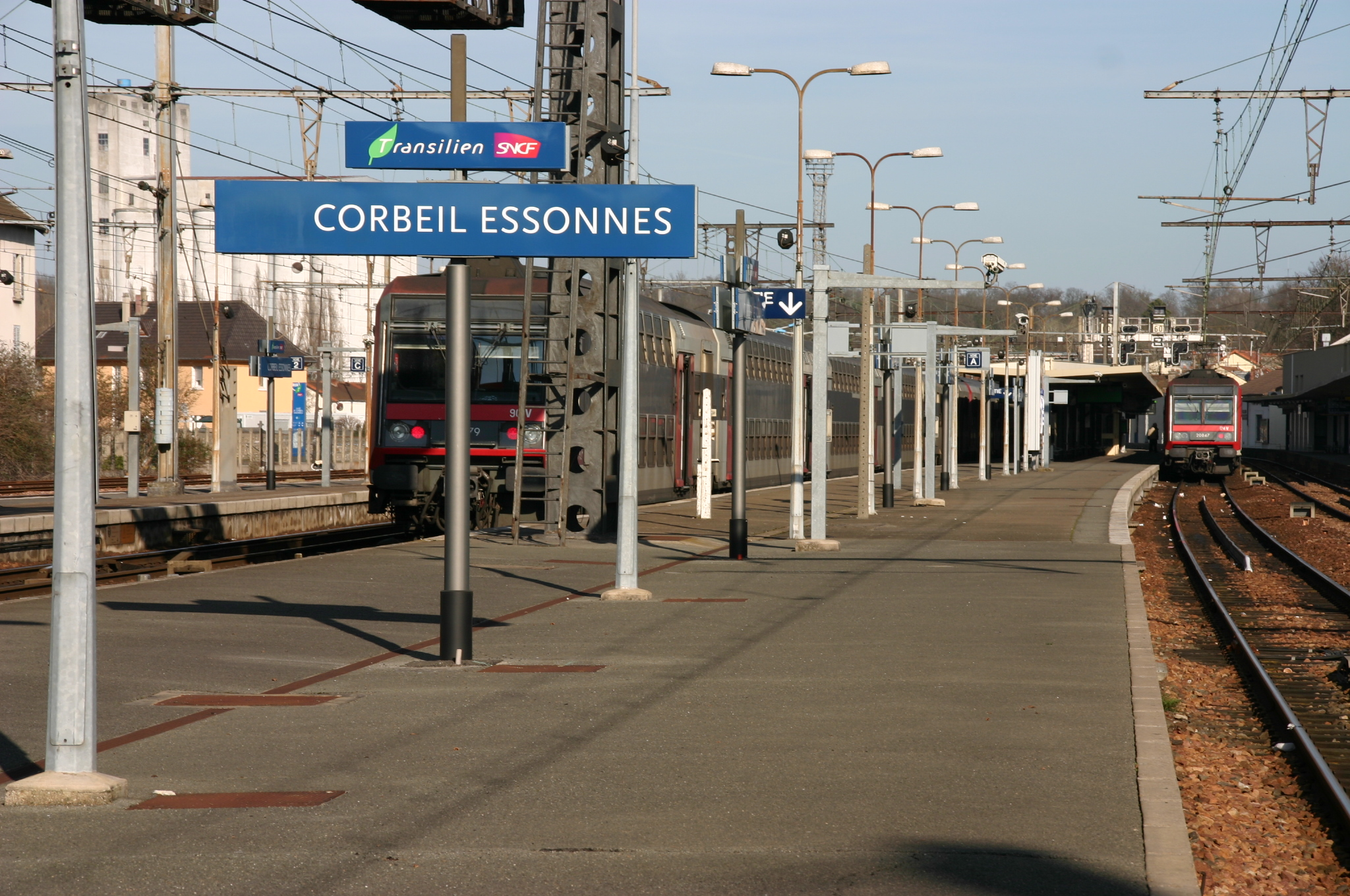
Andén central de las vías TIENE y B y remas Z 20500 en espera de la salida.
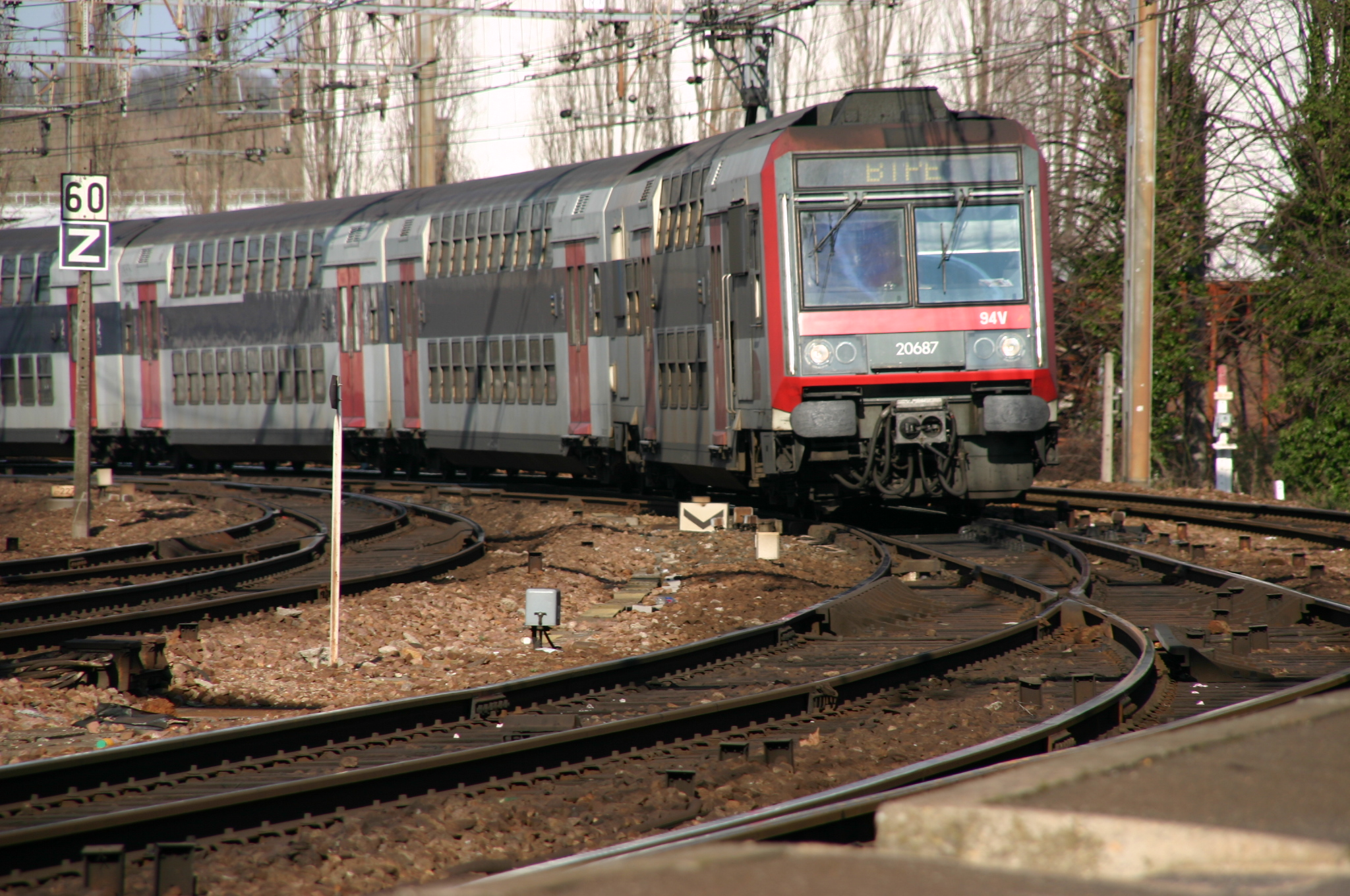
Entrada en estación de una rema Z 20500 en dirección de Malesherbes.

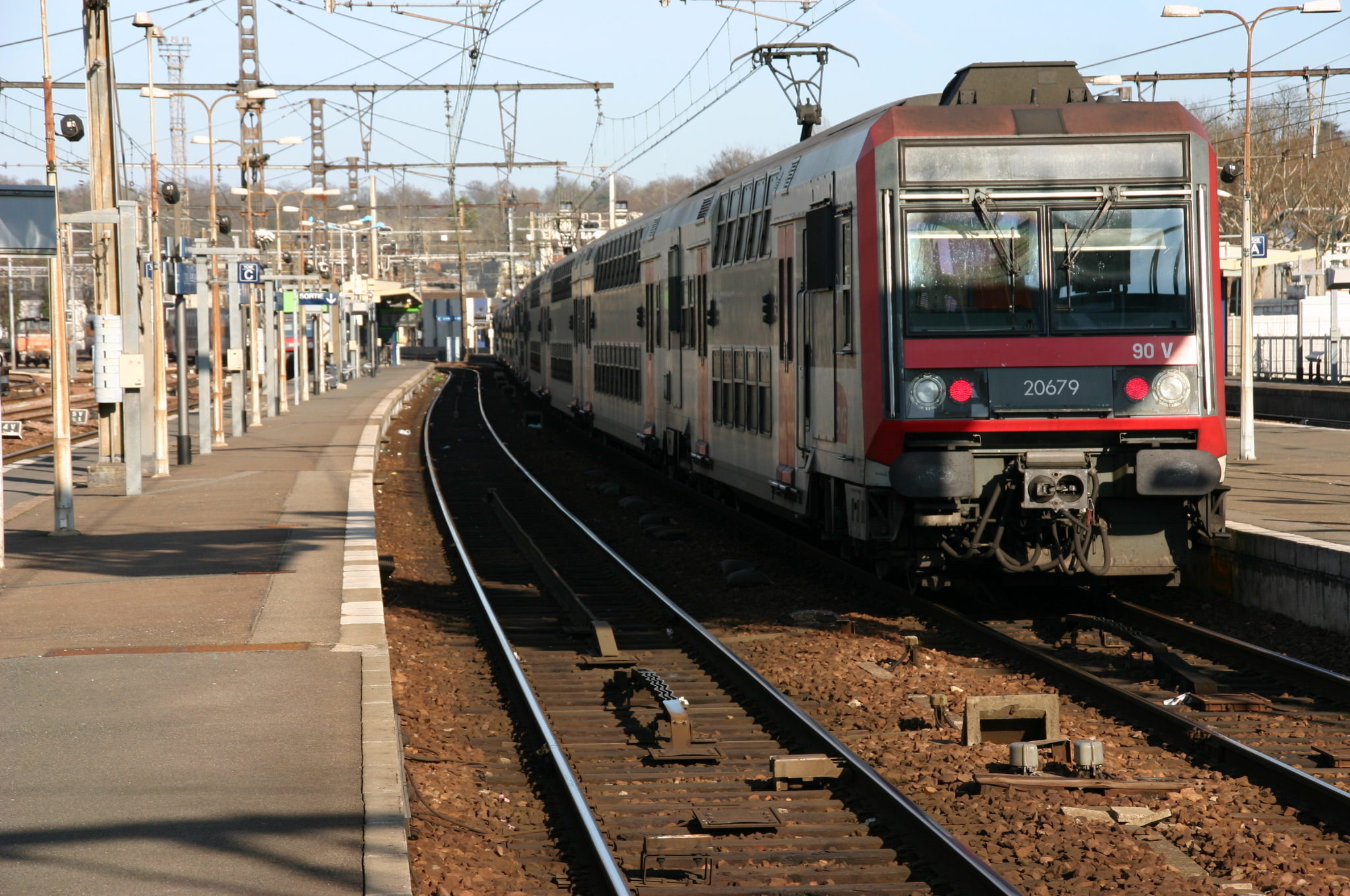
Rema Z 20500 sobre la vía B a la salida en dirección de París.
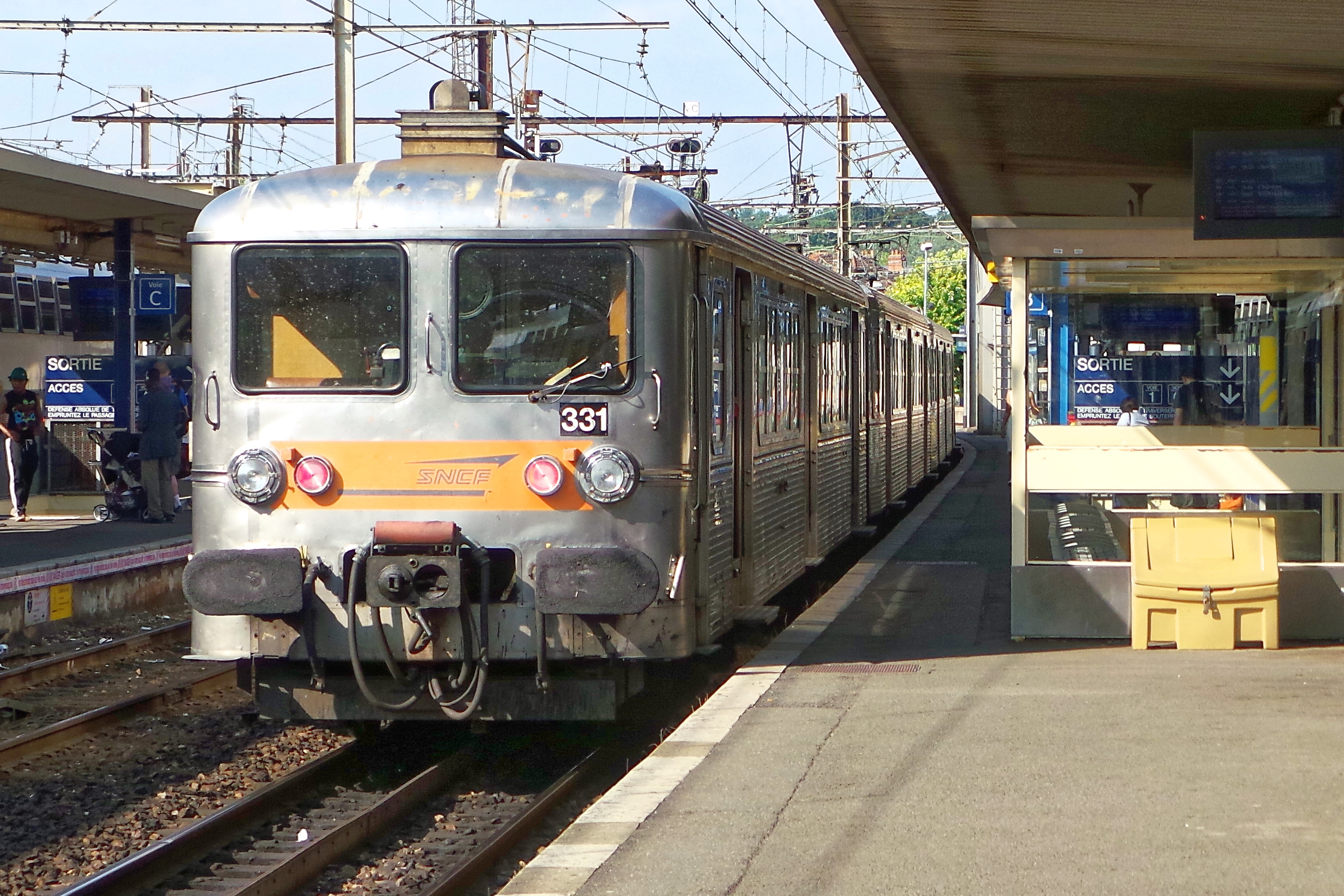
Rema Z 5300 sobre la vía B a la salida en dirección de Juvisy.